# Ústup
Ústup (in tedesco Austup) è un comune della Repubblica Ceca facente parte del distretto di Blansko, in Moravia Meridionale.